# Phaonia laminidenta
Phaonia laminidenta este o specie de muște din genul Phaonia, familia Muscidae, descrisă de Xue și Xiaolong Cui în anul 1997. Conform Catalogue of Life specia Phaonia laminidenta nu are subspecii cunoscute.